# 1012
1012. је била проста година.

## Догађаји
- 14. јун — Хајнрих II поставља Валтгарда за надбискупа Магдебурга. Катедрални каптол Магдебурга изразио је жељу да види старијег пастора Валтгарда као Тагиновог наследника, а краљ је одобрио ову кандидатуру.
- јул — Хајнрих II шаље надбискупа Валтгарда у Пољску да преговара са Болеславом Храбрим. Процес преговарања не успева.
- 20. август — Болеслав Храбри, после преговора са Валтгардом, напада тврђаву Лебуза, његови војници истребе скоро целокупно становништво тврђаве, опљачкају је и запале.
- 1. новембар — Хајнрих II закључује мир са Пољском у Арнебургу. Хенри је принуђен да пристане на овај споразум због још увек нерешеног сукоба са Луксембуржанима.
- 10. новембар — На сабору у Кобленцу Хајнрих II добија осуду Луксембуржана од свих бискупа присутних у земљи — помирење краља и грофа Палатина Еца знатно је ослабило луксембуршки савез. Бискупу Дитриху из Меца било је забрањено да служи мису.
- 1. децембар — Закључен мир између Хајнриха II и његових луксембуршких рођака.
- Скандинавци су у Енглеској добили 48 хиљада фунти „данског новца”. Кентерберијски надбискуп је погубљен.
- Етелред Неспремни је узео једног од вођа Викинга, Торкела Дугог, у службу заједно са 45 данских бродова.
- Хајнрих II даје грофу од Ардена, Годфрију, право да поседује војводство Доња Лорена.
- Ослобођење тосканске обале од Арапа, се помиње у писмима папе Бенедикт VIII.
- Олдрих преузима престо Бохемије и протерује Јаромира.
- Борис Владимирович (у крштењу Давид) добија од оца, после смрти брата, новгородског кнеза Вишеслава Владимировича — Ростов у наслеђе, а његов други брат Јарослав Владимирович је премештен из Ростова у Новгород.

## Смрти
- Википедија:Непознат датум — Григорије Охридски, хришћански светитељ